# Саша (фильм, 2022)
«Саша» — российский драматический фильм, снятый режиссёром Владимиром Беком в 2022 году.
Его премьера состоялась 1 декабря 2022 года. Фильм снят при поддержке Министерства культуры Российской Федерации.

## Сюжет
Саша, пятнадцатилетняя школьница, после смерти матери Анны живёт со своим дедом. С отцом она давно потеряла всяческие контакты. Неожиданно её дедушка тяжело заболевает раком. Саша вынуждена переехать к отцу. Её одиночество скрашивает случайная компания подростков, ставшая девушке единственными близкими людьми в новой враждебной обстановке. Проблема лишь в том, что новые друзья принимают короткостриженную пацанку за мальчика. Впрочем, и сама Саша вскоре принимает эти правила игры.

## В ролях
- Аня Патокина — Саша
- Степан Белозёров — Максим
- Полина Федина — Мышь
- Виктория Толстоганова — Елена, мать Максима
- Маргарита Толстоганова — Анна
- Павел Харланчук — Олег
- Александр Рязанцев — дедушка Саши
- Николай Клямчук — Андрей

## Производство
Съёмки фильма стартовали в августе 2021 года
Владимир Бек отметил, что при создании «Саши» и поиске продюсерской поддержки у него возникли определённые сложности, во многом потому, что «Россия — гомофобная страна».

## Восприятие
Фильм получил три награды Кинофестиваля в Лукке (кинокритики, зрительских симпатий и студенческого жюри), а также премию Национального киноцентра Молдавии на МКФ «Трансильвания».
Ксения Рождественская («Коммерсантъ») отмечает, что «взрослость — это рутина, насилие и бессилие, но встраиваться в эту систему необязательно, её можно хакнуть». Например, «можно притвориться кем-то другим, как делает героиня „Саши“ Владимира Бека — она срезает волосы и отзывается, когда её считают мальчиком».
По мнению авторов российской версии журнала Hello!: «Несмотря на заявленный жанр драмы, это не мрачное кино о тяжёлой доле живущих в России. Это реализм в действии: здесь полицейский, отец главной героини, не ездит на новенькой блестящей машине. Подростки не устраивают вечеринки у бассейна, а гуляют по „заброшкам“ вместо уроков. Несмотря на обстоятельства, между героями возникают неподдельные чувства, а подростковый бунт превращается во взрослое и осознанное желание меняться».
Рецензент портала Taxidrivers.it Антонио Майорино посчитал проект Бека «грубым по своему реалистическому стилю, с осенней и блёклой палитрой», в то же время, по его мнению, «„Саша“ — фильм, который умеет согреть эмоциями, иногда сдержанными, иногда взрывными».